# Ctenophorus mckenziei
Ctenophorus mckenziei — вид ігуаноподібних ящірок родини агамових (Agamidae). Ендемік Австралії.

## Поширення й екологія
Ctenophorus mckenziei відомі з двох місцевостей, одна з яких лежить на південному сході Західної Австралії, а друга — на південному заході Південної Австралії. Вони живуть у чагарникових степах і невисоких евкаліптових рідколіссях. Живляться переважно мурахами.